# Karel Niestrath

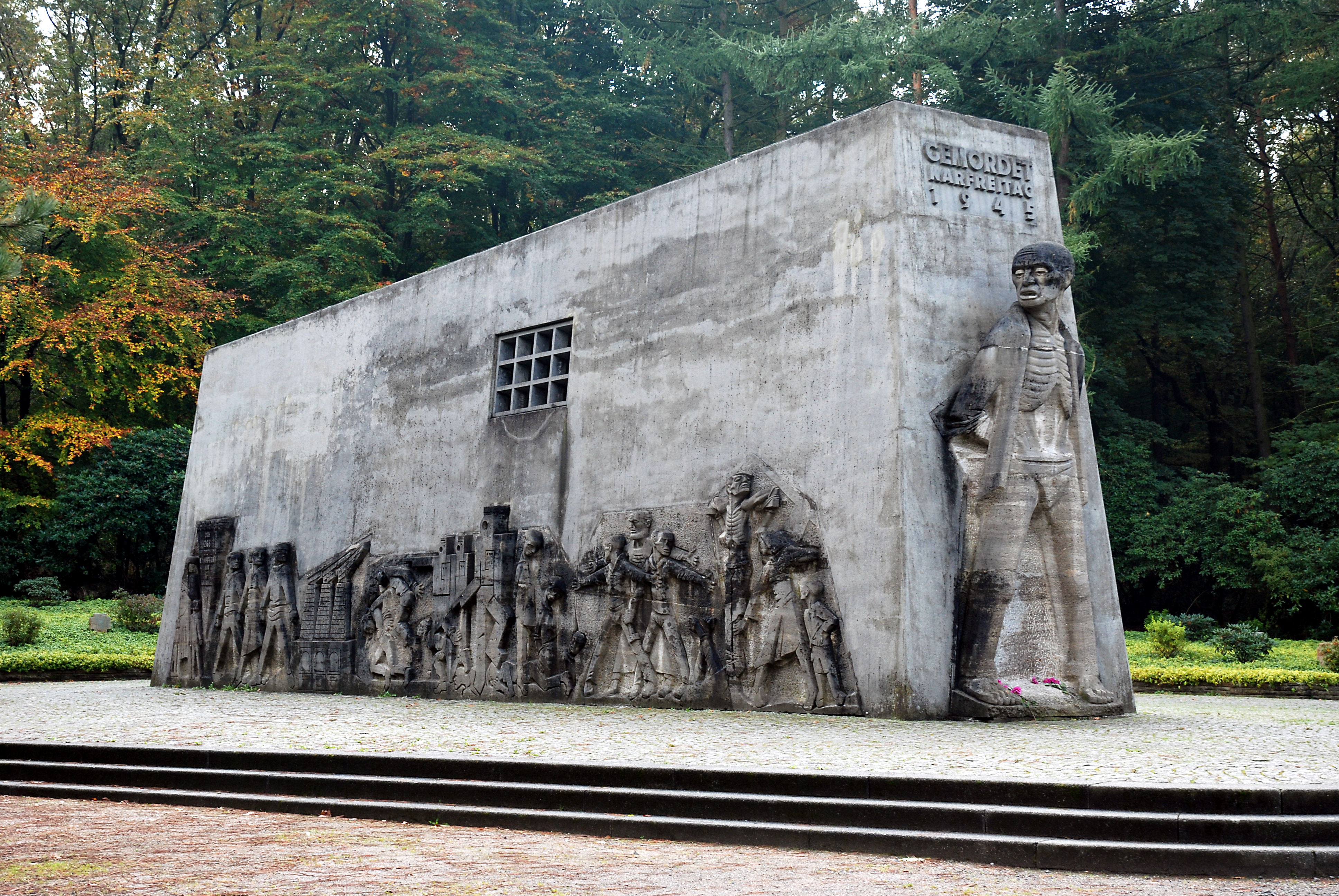
Mahnmal Bittermark, Gesamtansicht

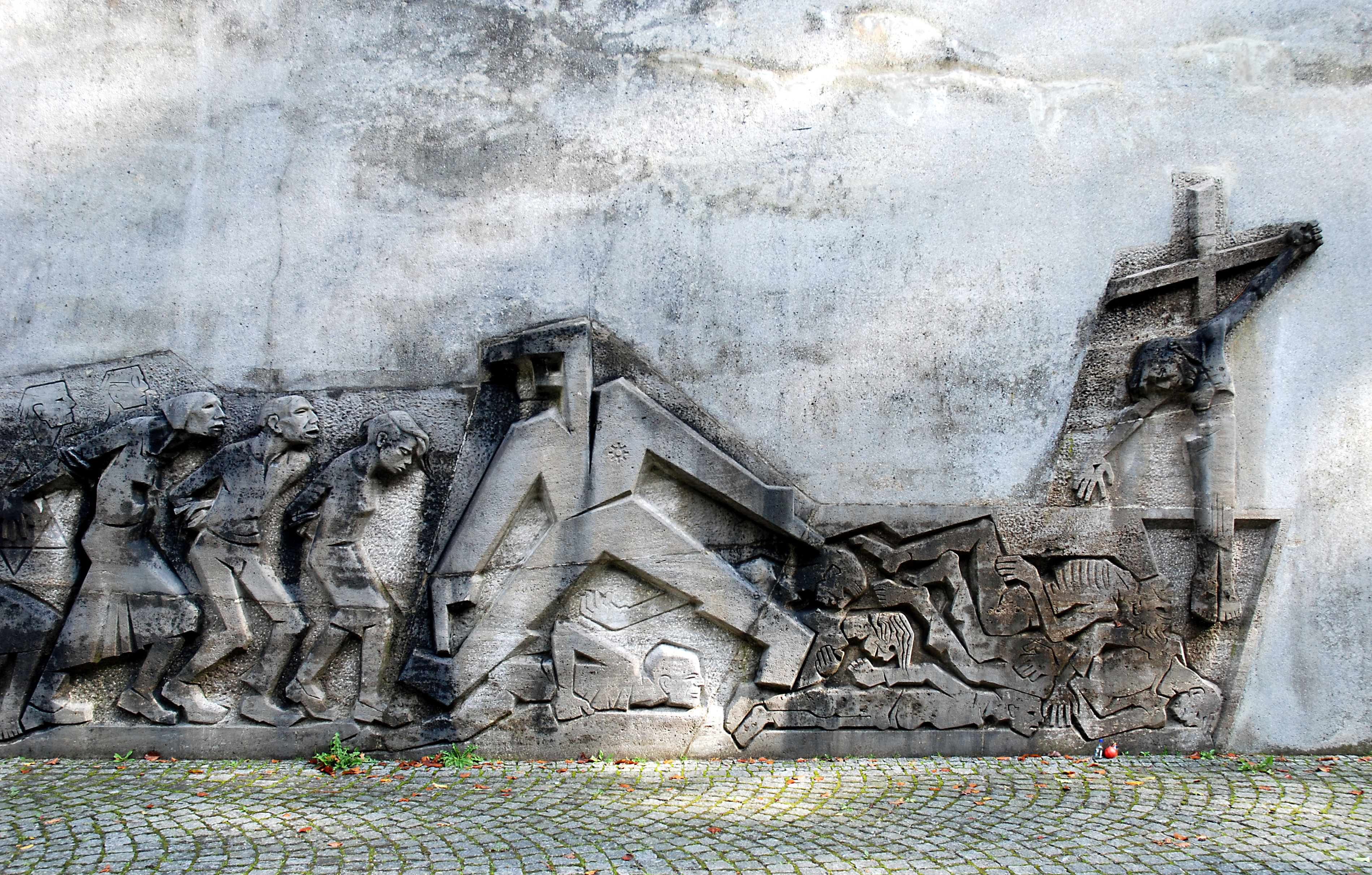
Mahnmal Bittermark, Detail

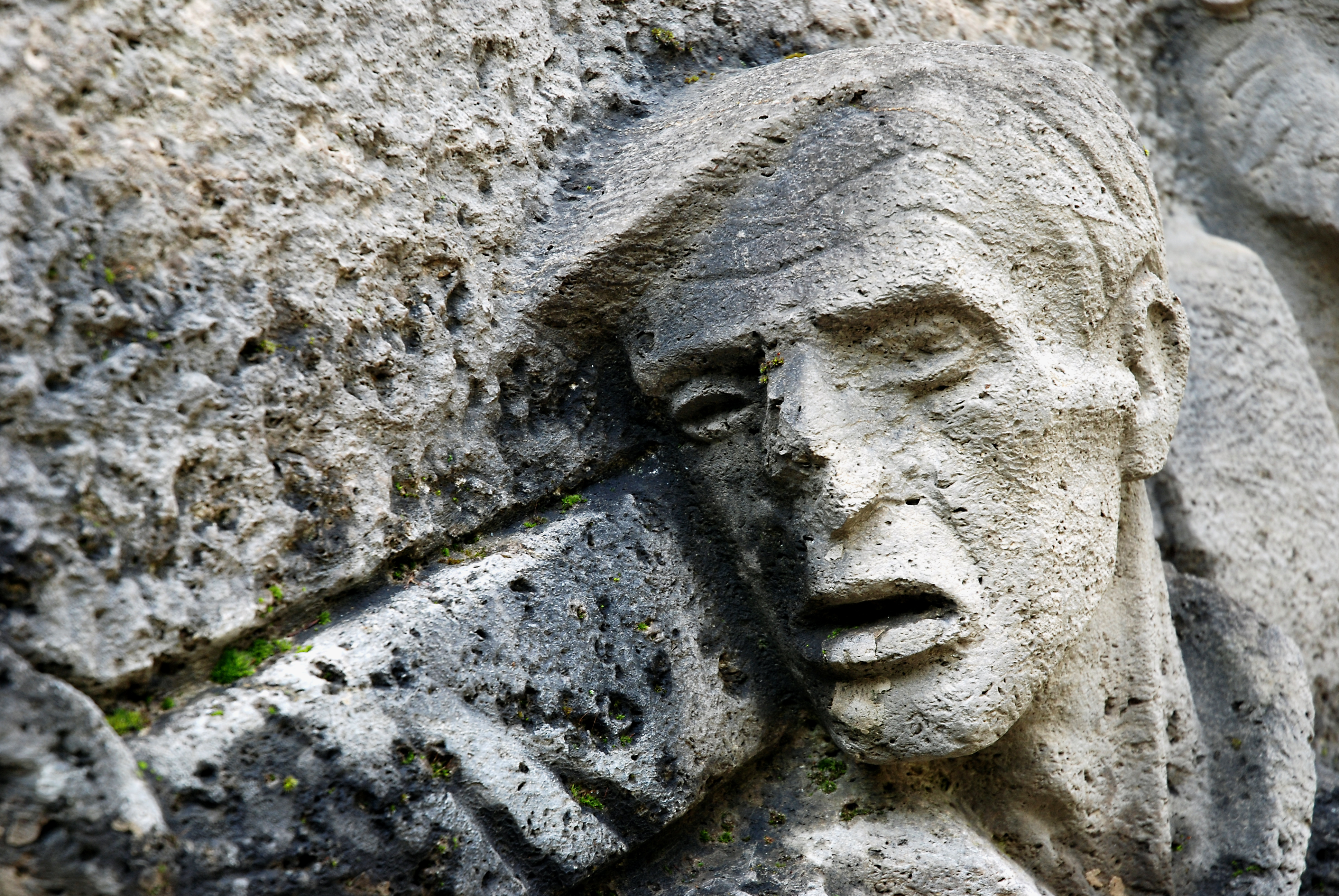
Mahnmal Bittermark, Detail

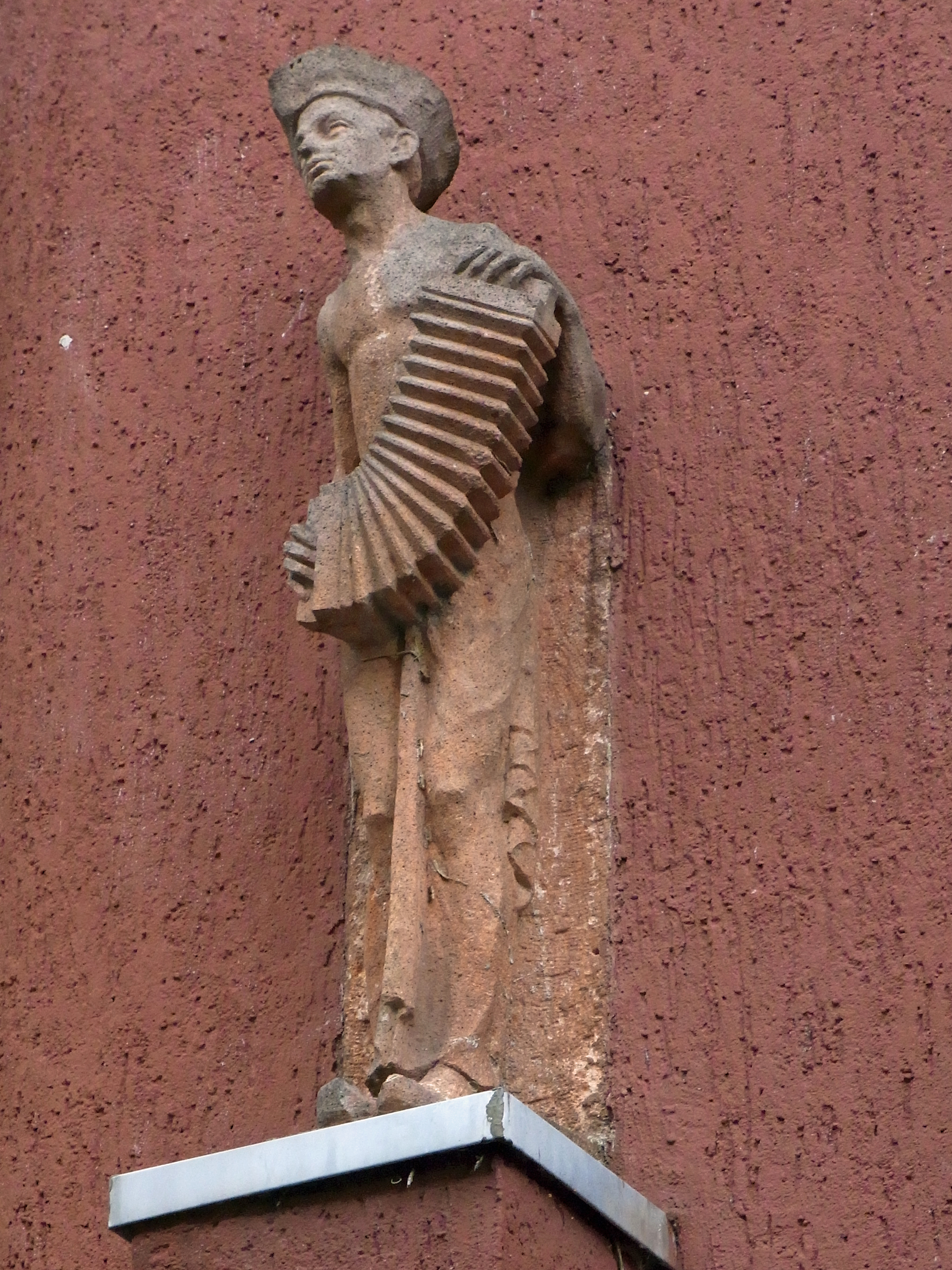
Skulptur in der Cuno-Siedlung

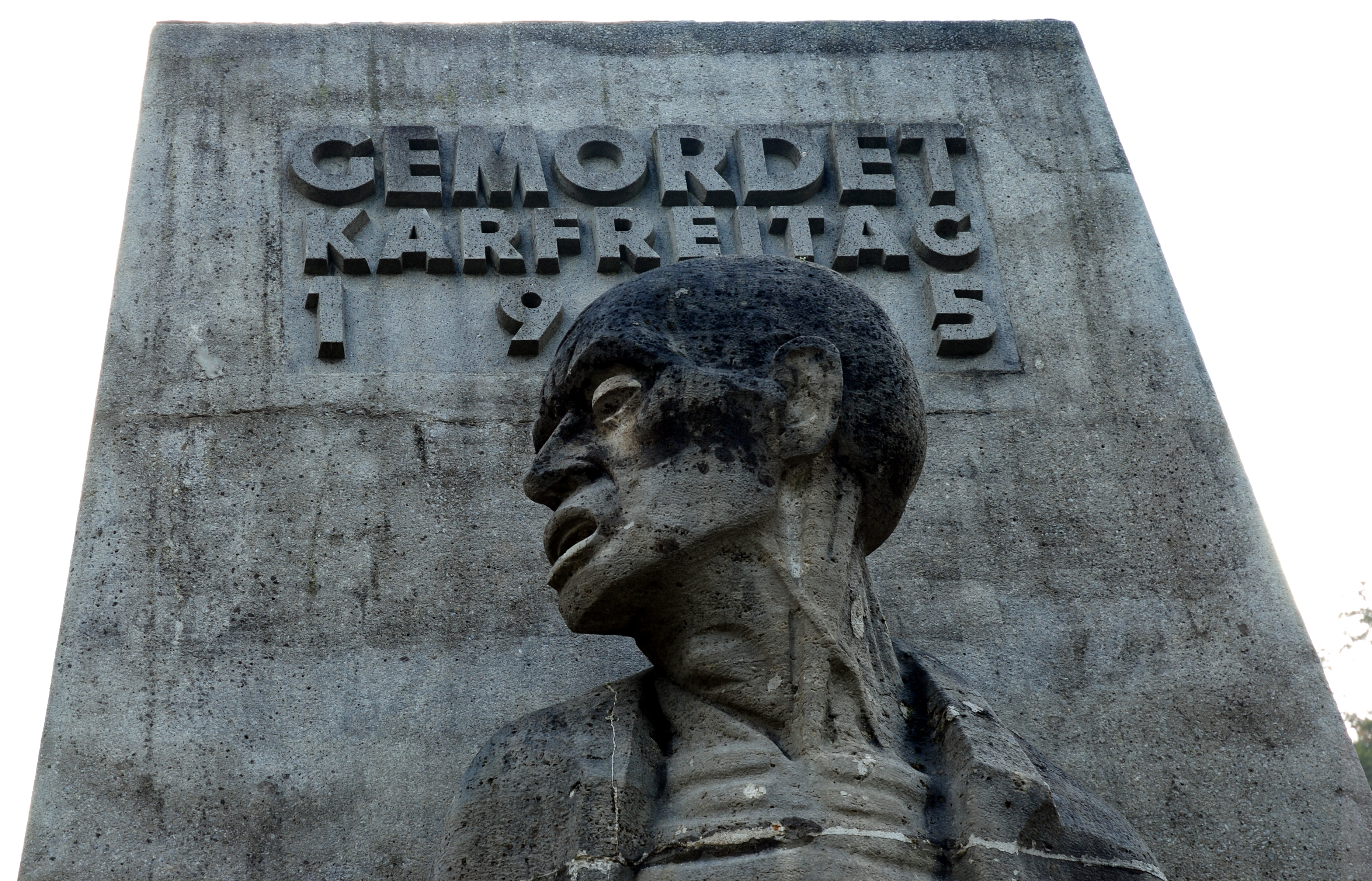
Mahnmal Bittermark, Detail

Karel Niestrath (* 1896 in Salzuflen; † 1971 in Hagen) war ein Hagener Bildhauer, der durch seine Skulpturen am Dortmunder Mahnmal Bittermark bleibende Bekanntheit erlangte. 

## Leben und Wirken
Niestrath begann seine künstlerische Laufbahn mit einer Bildhauerlehre. Verletzt 1917 aus dem Ersten Weltkrieg zurückgekehrt, studierte er an der Werkkunstschule Bielefeld. Später setzte er sein Studium an der Dresdner Kunstakademie fort. Niestraths Werk war geprägt von der Erfahrung des Ersten Weltkriegs, die er in Plastiken und Aquarellen darstellte. Darüber hinaus schuf er Werke zu den Themen Schwangerschaft und Geburt sowie verschiedene Porträts.
1933 wurde sein Werk Kriegskrüppel in der NS-Propagandaausstellung Entartete Kunst als Foto gezeigt, seine Werke wurden in der Folgezeit aus Museen und der Öffentlichkeit verbannt. 1937 wurde in der Nazi-Aktion „Entartete Kunst“ dreizehn seiner Werke aus dem Städtischen Museum Hagen, dem Landesmuseum Münster und dem Märkischen Museum Witten beschlagnahmt.
Das Westfälische Landesmuseum in Münster zeigte 2008 unter 44 Exponaten, welche während der NS-Diktatur als „entartete Kunst“ entfernt worden waren, Niestraths Skulptur Die Hungrige.
Nach dem Zweiten Weltkrieg war Niestrath zunächst Lehrer an der von Hans Tombrock 1947 in Dortmund gegründeten Malerschule, später Dozent an der Werkkunstschule Dortmund. Einer seiner Schüler war der Dortmunder Bildhauer Anselm Treese. Ein Relief an der Trauerhalle des Friedhofs in Hagen-Haspe war eine seiner ersten Arbeiten nach dem Krieg. 1960 gestaltete er großflächige Skulpturen und Reliefs für das Mahnmal im Dortmunder Stadtwald Bittermark zum Gedenken an die ermordeten Zwangsarbeiter und Widerstandskämpfer, die an den Tagen vor dem Einmarsch der amerikanischen Truppen in Dortmund ermordet wurden. Niestrath verwendet verschiedene Stile und Formen, um das Leid der brutal ermordeten Zwangsarbeiter und Widerstandskämpfer darzustellen. Fast kubistische, eckige Formen charakterisieren die NS-Mörder, vielfältige Skulpturen und Reliefs zeigen die Foltern der fast 300 ermordeten Opfer. Christliche Motive, der gekreuzigte Christus, stehen den heidnisch als Sonnenverehrer gezeichneten NS-Tätern gegenüber.
„Dabei bediente er sich gewagter, nicht einmal alltäglicher künstlerischer Mittel: die ausgemergelten, geschundenen Gestalten, die Opfer, sind mit realistischen Zügen versehen, in ausdrucksvolle organische Formen gemeißelt – die Mörder erscheinen im wahrsten Sinne des Wortes gesichts- und herzlos, als wesenlose Roboter in geometrisch-abstrahiertem Gewand.“
(Günther Ott: Der Bildhauer Karel Niestrath. S. 15)

## Privates
Karel Niestrath war verheiratet mit der Bildhauerin Eva Niestrath-Berger (* 1914 in Wallerfangen, † 1993 in Hagen), mit der er die Bildhauerklasse der Werkkunstschule Dortmund gemeinsam geleitet hat. Die Grabstätte des Künstlerpaares befindet sich auf dem Hagener Friedhof Delstern im Bereich der Ehrengrabstätten.

## 1937 als „entartet“ beschlagnahmte Werke

### Skulpturen
- Die Hungrige (Bronze, Höhe 140 cm, 1925; 1937 auf der Ausstellung „Entartete Kunst“ in München präsentiert, nach 1945 sichergestellt. Stand 2019 im Museum Kunstpalast Düsseldorf)
- Die Hungrige (Bronze, Höhe 133 cm; Nachguss heute im Hagener Hohenhof)
- Blumenträger (Holz; Höhe 120 cm; zerstört)
- Stillende Mutter (zerstört)
- Uschi (zerstört)
- Knieende Schwangere (Kunststein, Höhe 39,5 cm, 1921; zerstört)
- Stehende Schwangere (Kunststein, Höhe 33,2 cm, 1921; zerstört)
- Die Einfältigen (Kunststein, Höhe 76,5 cm, 1924; 1938 auf der Ausstellung „Entartete Kunst“ in Hamburg präsentiert. 2010 mit dem Berliner Skulpturenfund aufgefunden und an das Neue Museum Berlin übergeben)
- Frommer Mann (Kunststein, Höhe 62,5 cm, 1924; 1938 auf der Ausstellung „Entartete Kunst“ in Hamburg präsentiert. 2010 mit dem Berliner Skulpturenfund aufgefunden und an das Neue Museum Berlin übergeben)
- Empfängnis (Kunststein, 39 cm lang, 1925; zerstört)
- Großer Frauenkopf (Sandstein, 1927; zerstört)
- Leuchter (Keramik; zerstört)

### Zeichenkunst
- Kopf mit rotem Haar (Aquarell; zerstört)

## Ausstellungen
- Museum am Ostwall Dortmund, Ausstellungskatalog 1973.
- Karl-Ernst-Osthaus-Museum 27. Mai 1994 bis 7. August 1994
- Galerie Remmert und Barth, mehrmals Werke in Überblicksausstellungen